# Вистропова Олена Євгенівна
Ви́стропова Оле́на Євге́нівна (рос. Выстропова Елена Евгеньевна; азерб. Yelena Vıstropova; 3 листопада 1988, Сулак, Кизилюртівський район, Дагестан) — російська та азербайджанська боксерка дагестанського походження, призерка чемпіонатів світу, чемпіонка Європи серед аматорів.

## Спортивна кар'єра
Олена Вистропова народилася у Дагестані. Боксом розпочала займатися з восьми років.
2007 року увійшла до складу збірної Росії і взяла участь у міжнародному турнірі в Стамбулі в категорії до 69 кг.
На чемпіонаті світу 2008 в категорії до 70 кг зазнала поразки в другому бою від майбутньої чемпіонки Аріан Фортін (Канада).
Протягом 2009—2010 років не зуміла закріпитися у збірній Росії на перших ролях і 2011 року прийняла громадянство Азербайджану. На чемпіонаті Європи 2011 під прапором Азербайджану програла в першому бою майбутній чемпіонці Марішеллі де Йонг (Нідерланди).
На чемпіонаті світу 2012 в категорії до 75 кг Олена Вистропова перемогла п'ятьох суперниць, у тому числі у чвертьфіналі українку Лілію Дурнєву — 12-5 і у півфіналі Анну Лорелл (Швеція) — 16-15, а у фіналі програла Саванні Маршалл (Англія) —15-17, отримавши срібну медаль і ліцензію на Олімпійські ігри 2012.
На Олімпійських іграх 2012 програла в першому бою Едіт Огоке (Нігерія) — 12-14.
На чемпіонаті Європи 2014 Вистропова, здобувши чотири перемоги, стала чемпіонкою в категорії до 69 кг.
На чемпіонаті світу 2016 в олімпійській категорії до 75 кг програла в першому бою Саванні Маршалл (Велика Британія).
На чемпіонаті Європи 2016 в категорії до 69 кг, здобувши три перемоги, вдруге стала чемпіонкою.